# Arfakgebirge
Das Arfakgebirge (indonesisch Pegunungan Arfak) ist ein Gebirge im Nordosten der Halbinsel Vogelkop im Westen von Neuguinea. „Arfak“ bedeutet in der Sprache der Biak, die die Küste besiedeln schlicht „Landesinnere“.

## Geographie
Das Arfakgebirge befindet sich in der indonesischen Provinz Papua Barat (deutsch Westpapua) am Pazifik. Im Nordwesten trennt das Kebartal das Arfakgebirge vom Tamrau-Gebirge.
Der Mebo (ehemals Vogelkop) ist mit 2939 m der höchste Berg der Halbinsel. Mit 2926 m ist der Umsini nur wenig kleiner. Weitere Berge sind der Tumyubou (2480 m) und der Humeibo (2820 m) bei der Provinzhauptstadt Manokwari. Zwei große Seen befinden sich im Osten des Gebirges: Der Danau Gigi und der Danau Gita.

## Fauna
In der Region gibt es über 320 Vogelarten,  mindestens 14 davon kommen nur in dieser Region vor. Ein Endemit des Gebirgszuges ist die Langschwanz-Paradigalla, einer der für Neuguinea typischen Paradiesvögel. Gleiches gilt auch für andere Tiere, wie zum Beispiel den Schlegels Ringbeutler.

## Einwohner
Zur angestammten Bevölkerung gehören die Ethnien der Hattam, Meyah und Sougb.

## Geschichte

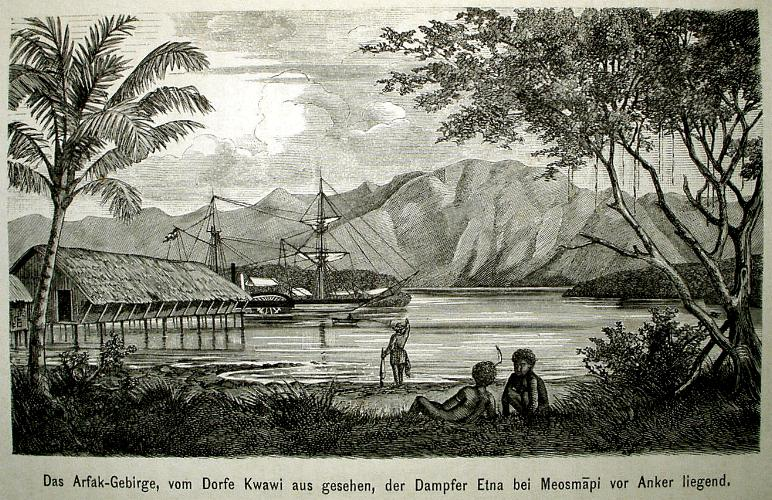
Das deutsche Dampfschiff Etna vor dem Arfakgebirge (1858)

Verschiedene Forscher bereisten die Region, so 1875 der Italiener Odoardo Beccari und kurz zuvor sein Landsmann Luigi Maria d’Albertis. Bereits 1858 kam der Deutsche Hermann von Rosenberg mit dem Dampfschiff Etna an die Küste des Gebirges. Eine  britische Expedition brachte 1910 im Auftrag von George Hamilton Kenrick hunderte bisher unbekannte Schmetterlingsarten heim, so den endemischen Ornithoptera rothschildi. 1913 erforschte die britische Botanikerin Lilian Suzette Gibbs die Vegetation des Arfakgebirges.